# Jyllinge
Jyllinge er en by på Østsjælland med 10.781 indbyggere  (2024) ved Roskilde Fjord i Jyllinge Sogn. Byen ligger i Roskilde Kommune og tilhører Region Sjælland. Den ligger 8 kilometer fra Stenløse og 14 kilometer nord fra Roskilde.
Byen har tre havne: Den store lystbådehavn i syd, den gamle fiskerihavn og en privatejet lystbådehavn i nord. Fiskerihavnen er fra dengang, Jyllinge var beboet af fiskere, som dagligt tog ud for at fiske ål på Roskilde Fjord. Før 2. verdenskrig havde Jyllinge 40 heltidsfiskere, i dag er der kun en enkelt tilbage.
Jyllinge har en skole med to afdelinger (Nordskolen afd. Baunehøj og Nordskolen afd. Jyllinge) og et indkøbscenter (Jyllingecentret). Endvidere har Jyllinge et større halkompleks med svømmehal, motionscenter og idrætsbaner.
I den tidligere Gundsø Kommune (indtil strukturreformen) var byen kommunens største, men rådhuset var placeret i den anden større by Gundsømagle.

## Historie
Jyllinge var oprindeligt en landsby. I 1682 bestod Jyllinge af 20 gårde. Det samlede dyrkede areal udgjorde 988,7 tønder land skyldsat til 175,91 tønder hartkorn. Dyrkningsformen var trevangsbrug.
I 1763 og 1777 bestod Jyllinge af 19 Gårde og 54 huse.
Byen udviklede sig med udgangspunkt i erhvervsfiskeri og var blandt de største fiskerlejer i den sydlige del af Roskilde Fjord - større end Sankt Jørgensbjerg og Veddelev tilsammen. Således havde byen i 1861 28 fiskere med 21 både og i 1875 seks fiskehandlere – i hele sognet var der dengang ca. 550 indbyggere.
Havnen blev over flere omgange udvidet for at muliggøre stadigt større fiskerbåde.
Der blev i 1890 registreret 29 fiskere – heraf 4 husmandsfiskere – og fire fiskehandlere i byen. Der blev især fanget sild og ål, men ålefiskeriet tog med tiden over.
En gruppe lokale fiskere oprettede i 1926 Jyllinge Fiskeexport med henblik på at lade fortjenesten ved eksport af især ål fra området, gå til de lokale fiskere, frem for konkurrerende fiskere fra andre dele af landet. I 1938 var der således 42 erhvervsfiskere i Jyllinge, men miljøproblemer og overfiskeri udmarvede efterhånden ålebestanden i hele fjorden i årene efter 2. verdenskrig. Dette har resulteret i at der efterhånden blot er to koncessioner tilbage.
Jyllinge havde 375 indbyggere i 1930, 420 i 1935, 434 i 1940, 447 i 1945, 464 i 1950, 520 i 1955, 626 i 1960 og 893 indbyggere i 1965. I 1960 var fordelingen efter næringsveje: 133 levede af landbrug m.m., 196 af håndværk og industri, 66 af handel, 31 af transport, 86 af administration og liberale erhverv, 12 af andre erhverv, 94 af formue eller understøttelse mens 8 ikke havde opgive indkomstgrundlag.
Et større halkompleks med svømmehal og motionscenter brændte ned sommeren 2014. Det helt nye motionscenter overlevede branden. Man rev resterne af brandtomten ned og opførte et helt nyt byggeri.

## Oversvømmelser
Jyllinge har gentagne gange været ramt af oversvømmelser i forbindelse med storme over Roskilde Fjord, når vindretningen har været i vest. 258 boliger i Jyllinge Nordmark har været berørt, senest i både 2013 med Stormen Bodil og december 2016 med Orkanen Urd. Diger på over 1 km med sluse i Værebro Å blev anlagt til 87 millioner kr, trods modstand fra Miljø- og Fødevareklagenævnet. To 550 kW nødgeneratorer køres til slusen ved højvande, så vandet kan pumpes ud selv hvis elnettet ikke fungerer.

## Jyllinge-festival
Jyllinge-festival er en årlig festival, som bliver drevet af frivillige og finansieres blandt andet med sponsorater. Festivalen blev afholdt første gang i 2014, og der har optrådt flere kunstnere som De Danske Hyrder og Sko/Torp.